# Hatay (provincie)
Hatay is een provincie in het uiterste zuiden van Turkije, met een oppervlakte van 5545 km² en 1.253.726 inwoners bij de volkstelling van 2000. De hoofdstad is Antiochië (Turks: Antakya).

## Geschiedenis
In de Oudheid en de Middeleeuwen was het gebied van de huidige provincie Hatay een belangrijk centrum in de Levant en de Europese en Aziatische geschiedenis. In het Romeinse en later Oost-Romeinse rijk was het gebied een centrum van hellenisme en de antieke volken en culturen van Syrië en Anatolië. De hoofdstad Antakya (Antiochië) heeft een belangrijke rol in de Bijbel en de geschiedenis van de Kerk. Tijdens de islamitische Arabische en later Turkse expansie werden in de huidige provincie Hatay (deels onderdeel van Cilicië, deels Syrië) veel Armenen uit de noordelijke provincie Armenia Inferior gevestigd door de Byzantijnse overheid. Hier bestond tijdens de kruistochten het Armeense katholieke koninkrijk Cilicisch Armenië.
Na de Eerste Wereldoorlog werd het gebied met een mandaat van de Volkenbond door Frankrijk bestuurd, als deel van Syrië. Het gebied had een zeer diverse en gemengde bevolking: Alawieten en christelijke Armenen vormden er de grootste groepen, maar ook soennitische Turken en Turkmenen vormden een aanzienlijke groep, terwijl een minderheid bestond uit Arabische christenen.
De bevolking bestond echter voor een deel uit Turken alsook gedeeltelijk kemalistischgezinde Syrisch-Arabische alawieten die op dat moment niet bij een Arabisch of soennitische staat Syrië wilden horen. In 1937 kreeg het gebied enige autonomie binnen Syrië.

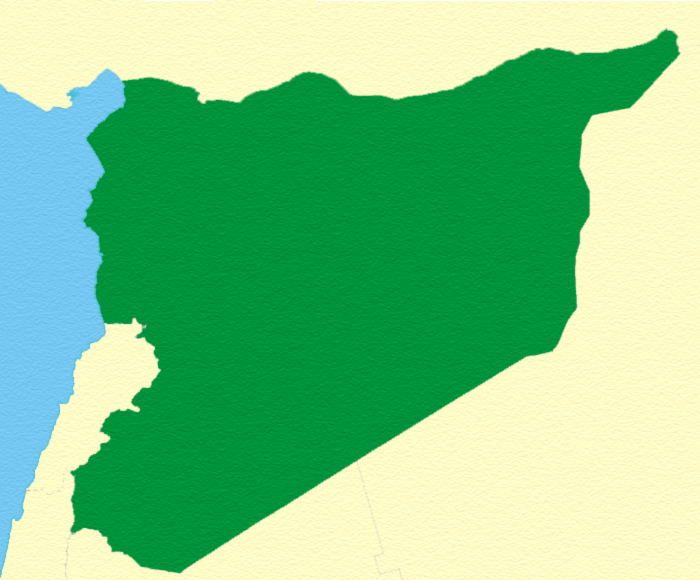
Syrië voor 1939 met Hatay

Op 2 september 1938 werd tijdens rellen tussen Turken en Arabieren de Republiek Hatay uitgeroepen. Deze republiek stond onder gezamenlijk Frans-Turks militair toezicht, terwijl de regering onder grote Turkse invloed stond. Het is dan ook niet verrassend dat de republiek zich in 1939 aansloot bij Turkije en een provincie van dat land werd, al gebeurde dat na een referendum. Frankrijk stemde daarmee in, omdat het geen oorlog overzee wenste vanwege de Duitse dreiging aan de eigen grens. In 1939 werden de christelijke Armenen, Arabische christenen en Syrischgezinde Arabische soennieten en alawieten door de Turkse overheid verjaagd, terwijl pro-kemalistische Arabische alawieten, Turken, Turkmenen en een zeer kleine christelijke minderheid (voornamelijk katholieken onder Franse protectie) achterbleven. Turkse ambtenaren en leraren hebben in decennia de provincie een voornamelijk Turkstalig cultureel karakter gegeven, hoewel de religieuze diversiteit gebleven is.
Syrië beschouwde de provincie als deel van Syrië maar sinds het overlijden van de president Hafiz al-Assad erkent het land Hatay de facto als een Turkse provincie, hoewel de jure de status betwist blijft.
Tegenwoordig is er in Antakya (het historische Antiochië), de hoofdstad van de Turkse grensprovincie, weinig meer over van de grootsheid die de stad als handels- en cultureel centrum van de Hellenistische wereld had. Het huidige stadgebied is ruim 10 keer zo klein als de oppervlakte van de stad in de Hellenistische, antieke Romeinse en vroege Byzantijnse periode. De stad, gelegen aan de voet van de Habib Neccar-berg, in de oudheid de Mons Silpius genaamd, is ontdaan van zijn haven en spoorlijn en is nog enkel een garnizoensstad. Tegenwoordig voert Antakya vijgen en olijven uit. Ook de moerbeiboom, waarvan de bladeren het favoriete voedsel van de zijderups zijn, is hier in groten getale aangeplant. Toch maakt het subtropisch klimaat van de streek Antakya een aantrekkelijke toeristenplaats, mede vanwege het archeologisch museum.

## Demografie
De provincie kent een groot aantal Alawieten: een etnisch Arabische bevolkingsgroep die een afsplitsing van de sjiitische islam aanhangen.

## Bestuurlijke indeling

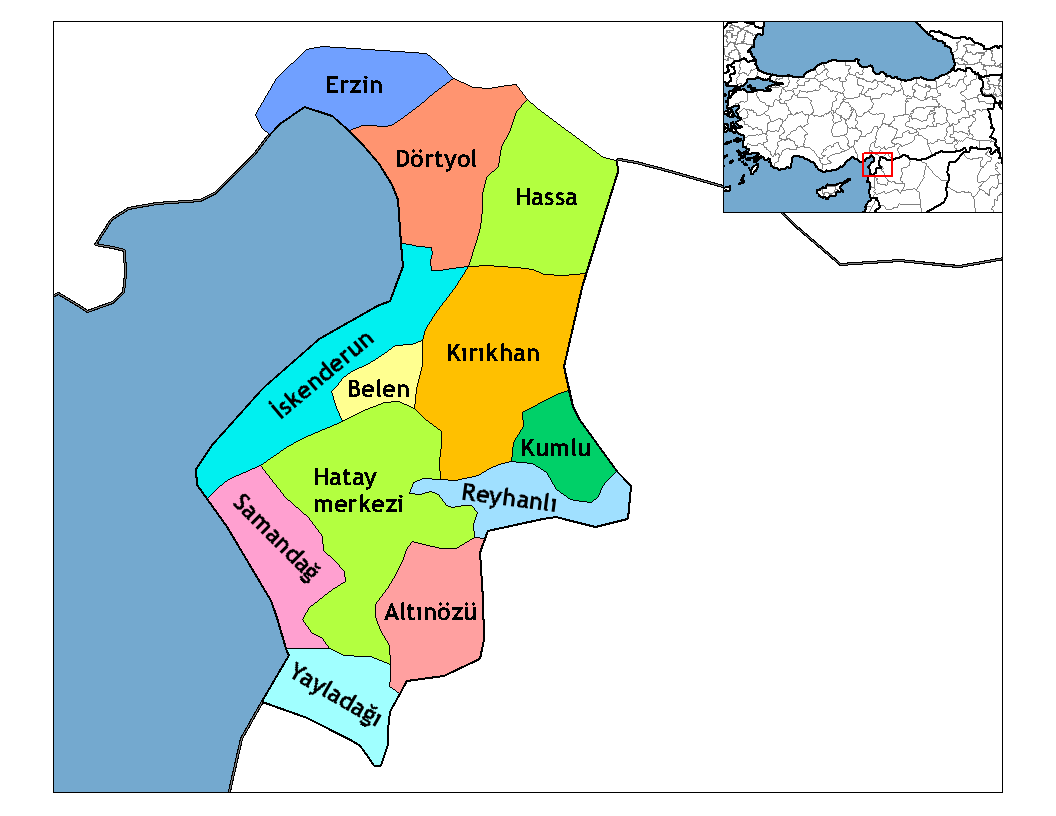
Districten van Hatay

### Districten
De provincie bestaat uit de volgende 12 districten:
| - Altınözü - Belen - Dörtyol - Erzin | - Hassa - Hatay - İskenderun - Kırıkhan | - Kumlu - Reyhanlı - Samandağ - Yayladağı |